# 披针芒毛芭苔
披针芒毛芭苔（学名：Aeschynanthus lancilimbus）为苦苣苔科芒毛苣苔属下的一个种。其种加词“Lancilimbus”意为“边缘呈披针形的”。